# تليلات
تليلات  قرية سوريّة تتبع إداريّاً لمحافظة حلب منطقة جبل سمعان ناحية الحاضر، بلغ تعداد سكانها 541 نسمة حسب التعداد السكاني لعام 2004.